# Теко
Теко (японски: 鉄甲) е оръжие, което произлиза от Окинава, Япония. То е вид бокс. Въпреки че е възможно да се прави от месинг, има и други материали, които се използват. Това могат да бъдат: алуминий, дърво, стомана, желязо, а в днешно време дори пластмаса.
Традиционно, обаче, текото се прави или от дърво, или от метал. Често оръжието се правело от парче плоска пръчка, която се свива във формата на подкова и се държи заедно с болт. След това болтовете се забиват в плоската пръчка, за да се получи форма, чрез която могат да се нанесат болезнени удари. Има и други форми на текото като например тези с шипове по краищата, които значително приличат на бокс. Съществуват текота, на които е поставен пръстен в средата на пръчката, която се хваща с ръка. През този пръстен минава средният пръст, а това дава по-здрава хватка.
Текото има множество функции. То може да се използва с голям резултат като нанася сериозни наранявания на противника, късайки или раздробявайки кости и вътрешни органи.